# Правда Востока
Правда Востока — общегосударственная общественно-политическая и социально-экономическая газета на русском языке, издающаяся в Узбекистане.

## История
Первый номер издания вышел в тираж 2 апреля 1917 года под названием «Наша газета». Название «Правда Востока» газета приобрела в 1924 году. В советское время была органом ЦК Коммунистической партии Узбекистана, Верховного Совета и Совета Министров Узбекской ССР. В 1956 году награждена орденом Трудового Красного Знамени. В 1975 году газета выходила ежедневно, а её тираж составлял 250 тыс. экземпляров.. Издание вошло в состав Государственного предприятия «Редакция газет “Янги Ўзбекистон” и “Правда Востока”» с 2020 года. 

Ныне газета является общественно-политической газетой, находящиеся в ведении Кабинета Министров Республики Узбекистан.

### Авторы
В разное время в газете публиковались Габриэль Уреклян, Раим Фархади, Зоя Туманова.
Среди фотокорреспондентов одним из самых известных был Георгий Зельма, работавший с 1924 по 1927 годы.

## Сегодня
Газета выходит пять раз в неделю — со вторника по субботу. В газете публикуются официальные заявления властей Узбекистана. Поднимаются и острые темы, например, торговля людьми, затрагиваются социальные, экономические вопросы. Публикуются аналитические статьи и репортажи с мест событий. Несмотря на появление в Узбекистане правительственных газет «Халк сузи» (на узбекском языке) и «Народное слово» (на русском языке), «Правда Востока» остается лучшей по своему качеству газетой среди русскоязычной прессы республики. Её средний тираж на 2019 год составляет 15 тысяч экземпляров. Россия и Узбекистан укрепят информационное сотрудничество. Крупнейшие государственные медиахолдинги двух стран - "Российская газета" и объединенная редакция изданий "Янги Узбекистон" и "Правда Востока" заключили меморандум о взаимопонимании.